# 玄妙微鳍乌贼
玄妙微鳍乌贼（学名：Idiosepius paradoxa），是乌贼目微鳍乌贼科Idiosepius属的一种。主要分布于中国大陆，常栖息在沿岸内湾。